# Unitat del Poble
Unitat del Poble (UP) és un partit polític d'esquerra nacionalista canària fundat el 1998. UP té com a objectiu la independència de les Illes Canàries i la construcció d'una societat socialista. El partit defensa el paper protagonista de la classe treballadora en el procés d'aconseguir els seus objectius.

## Història
UP va ser fundat per antics membres d'altres partits nacionalistes canaris d'esquerra. Unitat del Poble va formar part d'Alternativa Popular Canària (APC) des del 2002 fins al 2005, quan van sorgir divergències entre les dues organitzacions. A les eleccions municipals UP va obtenir un regidor el 1999 i 2003 a Santa Lúcia de Tirajana.
A partir del 2007, UP va començar a presentar candidatures a totes les eleccions de les Illes Canàries. El partit va aconseguir 1.400 vots a les eleccions al Parlament de Canàries de 2007 i 1.800 a les municipals, perdent l'únic regidor que tenia. El 2009 va ser un dels partits que va donar suport a la candidatura Iniciativa Internacionalista a les eleccions al Parlament Europeu. A les eleccions europees de 2014 UP va donar suport a la coalició Els Pobles Decideixen. A les eleccions locals de 2015 el partit va concórrer en coalició amb Esquerra Unida Canària, Alternativa Republicana i Los Verdes, obtenint un regidor (Antonio Ordóñez Sánchez) a Santa Lucía de Tirajana.
A les eleccions generals espanyoles de 2023, per a intentar paliar la llei electoral i obtenir representació al Congrés dels Diputats i el Senat, Coalició Canària, Nova Canàries i Ahora Canarias van concórrer units en totes les circumscripcions canàries. Unitat del Poble es va integrar a Ara Canàries a les eleccions generals espanyoles de 2023, a les eleccions autonòmiques i als cabildos insulars del mateix any. A les eleccions municipals de 2023 va presentar-s'hi en solitari o amb acords puntuals.